# Cellena
Cellena est une frazione située sur la commune de Semproniano, province de Grosseto, en Toscane, Italie. Au moment du recensement de 2011 sa population était de 70 habitants.

## Géographie
Le village est situé sur les pentes de la Ripa di Cellena, la plus haute montagne de la commune, entre la vallée de la rivière Fiora et le Mont Amiata,.

## Monuments
- Église Santissima Annunziata, église paroissiale[1],[2]
- Ferme de Cortevecchia[1]